# زمالة مرضى الأعصاب المجهولين
زمالة «مرضى الأعصاب المجهولون (إن/إيه)» (بالإنجليزية: نيوروتيكس أنونيموس) هي أحد برامج الاثنتي عشرة خطوة للتعافي من الأمراض النفسية والعاطفية. لتجنب الاختلاط مع زمالة «مدمنو المخدرات المجهولون (إن إيه)» (بالإنجليزية: ناركوتيكس أنونيموس)، تُختصر الأولى بـ«إن/إيه» أو «إن إيه آي إل».

## تاريخ
بدأت فكرة زمالة «مرضى الأعصاب المجهولون» على يد بيل دبليو. (مؤسس مشارك في زمالة «مدمنو الكحول المجهولون»). استعاد بيل صحته وتعافى من إدمان الكحول، لكن معاناته من الأمراض العصبية والنفسية ما زالت مستمرة، وتحديدًا الاكتئاب. كتب بيل رسائل إلى الأعضاء الآخرين في زمالة «مدمنو الكحول المجهولون»، وتحدّث عن تجربته الشخصية مع مرض الاكتئاب، وانتشار ذلك المرض لدى مدمني الكحول، وكيف تعلم الآخرون طرق التأقلم مع الاكتئاب. أوضح بيل أن الاكتئاب بدأ بالانحسار عندما تعلم التخلي عن الاعتماد والاتكال على الآخرين لتحقيق الأمان العاطفي، واستبدال ذلك الاعتماد بـ »إظهار الحب للآخرين بقدر ما تستطيع».
بعث بيل رسالة إلى أحد أفراد الزمالة، يُدعى أولي، في شهر يونيو من عام 1956، اقترح فيها أن لائحة الأضرار النفسية تشمل الشعور بالدونية والخزي والذنب والغضب. أضاف أيضًا أن مفعول هذه اللائحة يظهر جرّاء استحضار تلك التجارب ومشاركتها مع الآخرين.
أُنشئت زمالة «مرضى الأعصاب المجهولون» بعد 8 أعوام، في الثالث من شهر فبراير سنة 1964 في العاصمة الأمريكية واشنطن على يد غروفر بويدستون (وُلد في السادس عشر من شهر أغسطس عام 1924- توفي في السابع عشر من شهر ديسمبر عام 1996). كان غروفر عضوًا في الزمالة، وبالرغم من كونه مدمن كحول سابقًا وطبيبًا نفسيًا وحاصلًا على درجة الماجستير في التربية، فقد حاول الانتحار 5 مرات قبل بلوغه سن الحادية والعشرين، وكان مصابًا بالعُصاب كزميله بيل دبليو.. اعتقد غروفر أن أعضاء زمالة برنامج الاثنتي عشرة خطوة يتشاركون مرض العصاب الكامن والناجم عن مركزية الذات، وتلك وجهة نظر ذُكرت في برامج أخرى. ذهب غروفر إلى حدّ القول إن «جميعنا إخوة حقًا، وما نختلف به عن بعضنا ليس إلا تفاصيل صغيرة، كأن يفضل أحدنا المثلجات بالشوكولاته، بينما يفضل آخر المثلجات بالفانيلا».
عندما كان غروفر عضوًا في الزمالة، اكتشف أن اتباع الخطوات الاثنتي عشرة ساعده في التخلص من العُصاب الكامن وراء إدمان الكحول لديه. ولإجراء تجربة حول هذا الموضوع، اختار غروفر امرأة مصابة بالعُصاب لكنها غير مدمنة على الكحول، وطلب منها اتباع برنامج الاثنتي عشرة خطوة. اكتشف غروفر أن البرنامج ساعدها في الشفاء من مرض العصاب أيضًا. وراسل خدمات زمالة «مدمنو الكحول المجهولون» العالمية طالبًا الإذن منهم لاستخدام برنامج الاثنتي عشرة خطوة، لكن باستبدال كلمة «الكحول» في الخطوة الأولى بكلمة «عواطفنا». مُنح غروفر الإذن، ووضع إعلانًا في صحيفة واشنطن روّج فيه لزمالة «مرضى الأعصاب المجهولون»، ونظم أول لقاء لمن استجاب للإعلان. نمت الزمالة بشكل معتدل حتى نُشرت مقالة عنها في مجلة «بريد». أعادت وكالتا «أسوشيتد برس» و«يونايتد برس إنترناشيونال» نشر القصة، وانتشرت جماعات زمالة «مرضى الأعصاب المجهولون» على الصعيد الدولي.
بحلول عام 1974، كانت الجمعية الأمريكية للأطباء النفسيين تجري تنقيحًا على النسخة الثانية من الدليل التشخيصي والإحصائي للاضطرابات النفسية. وكان إطار العمل المطور للنسخة الثالثة غير قائم على مبادئ التحليل النفسي، فلم يعد مرض العُصاب قائمًا على أسباب نفسية مثلًا. تغيّر أيضًا استخدام وتضمين كلمة عُصاب في اللغة الشائعة. فشاع استخدام كلمة «عُصاب»، وبشكل متزايد، في سياق فكاهي أو ازدرائي، بدلًا من استخدامها في سياقٍ تشخيصي. صعّبت هذه العوامل مجتمعةً عمل منظمة زمالة «مرضى الأعصاب المجهولون»، ولم تُؤخذ المنظمة على محمل الجد. في أدب الزمالة حاليًا، لا يوجد تعريف علمي لوصف العُصاب، فالعُصاب وفقًا لتعريف المنظمة هو أي شخص يقبل أنه/أنها تملك مشاكلًا عاطفية.

## الدراسات الإحصائية (الديمغرافيات)
أجرى غروفر بويدستون أول دراسة إحصائية عن زمالة «مرضى الأعصاب المجهولون» عام 1974. تلك الدراسات نادرة، وحجم العينات غالبًا ما يكون صغيرًا. وكأي مجموعة أخرى تلتزم بنظام الخطوات الاثنتي عشرة، من الضروري حماية هوية الأعضاء والإبقاء عليها سرية. ما يزال إجراء الأبحاث عن تلك المجموعات متاحًا أخلاقيًا، لكن من الصعب إجراء ذلك مع وجود تلك القيود.
- العمر: وجدت دراسة بويدستون أن متوسط أعمار الأعضاء الذين شملهم الإحصاء هو 43.02 سنة. في دراسة أخرى أُجريت بعد 6 سنوات على مجموعات المساعدة الذاتية للأشخاص الذين يعانون من أمراض نفسية خطيرة، وُجد أن متوسط أعمار الأعضاء هو 35.3 سنوات.[8]

- الحضور والمداومة: وجد بويدستون أن الأعضاء -الذين خضعوا للإحصاء- حضروا 6 لقاءات في الشهر وسطيًا، وأمضوا 2.37 سنة وسطيًا في زمالة مرضى الأعصاب المجهولون. مع العلم أن الزمالة قائمة منذ 10 سنوات تقريبًا حينما أُجري الإحصاء.
- الوظيفة والحالة الاجتماعية الاقتصادية: صنف بويدستون وظائف الأعضاء ضمن 4 فئات:

1. المهنيون: الأشخاص الذين يمارسون مهنة مرموقة، سواء من الناحية العلمية أو الأكاديمية أو التجارية، أو حتى برأي الناس الآخرين. من تلك المهن: الطب والمحاماة والهندسة والتمريض والتدريس الجامعي. يشكّل العاملون في تلك المهن 38% من نسبة الأفراد الذين خضعوا للإحصاء.
2. موظفو الأعمال الكتابية: وهم الأشخاص الذين يمارسون عملًا مكتبيًا، أو ضمن مجال المبيعات، وذلك وفقًا لتصنيف كلمة «كتابي». يشكل العاملون في تلك الوظائف 32% من نسبة الأفراد الذين خضعوا للإحصاء.
3. أرباب المنزل: وهم الأشخاص المسؤولون عن العناية بالمنزل، ويتخذون من هذه الوظيفة عملًا بحد ذاته. يمثّل هؤلاء 16% من نسبة الأفراد الذين خضعوا للإحصاء.
4. غير ذلك: كالطلاب والأشخاص الذين لا يندرجون تحت التصنيفات السابقة. يمثّل هؤلاء 32% من نسبة الأفراد الذين خضعوا للإحصاء.

وفقًا لنتائج بويدستون، فإن 70% على الأقل من الأفراد موظفون. ذلك شبيه بدراسة أجرتها زمالة «إيموشنز أنونيموس (إي إيه)»، وُجد فيها أن أغلب الأفراد والأعضاء ينتمون للطبقة الوسطى من المجتمع. وجدت دراسات أخرى عن جماعات المساعدة الذاتية -المتعلّقة بالأشخاص الذين يعانون من أمراض نفسية خطيرة- أن أغلب الأعضاء غير موظفين. بينما وجدت دراسات أخرى أن النسبة الأكبر من أعضاء الجماعات تلك ينتمون للطبقة العاملة.
- الانتماء العرقي: في دراسة بويدستون، وجميع الدراسات المشابهة، وُجد أن أغلب أعضاء زمالة «مرضى الأعصاب المجهولون »-وأعضاء جماعات المساعدة الذاتية الأخرى في الولايات المتحدة- ينتمون للعرق الأبيض.[11]
- الاستشفاء (دخول المستشفى): وجدت دراسة بويدستون أن 42% من أعضاء الزمالة أُدخلوا المستشفى لأسباب نفسية. أظهرت دراسات أحدث أن نحو 60% (بين 55% و75%) من أعضاء جماعات المساعدة الذاتية للأفراد المصابين بأمراض نفسية خطيرة أُدخلوا المستشفى لأسباب نفسية.[10]
- الحالة الاجتماعية (الحالة الزوجية): أظهرت دراسة بويدستون أن 25% من أعضاء الزمالة عازبون، و48% متزوجون وقتها، و22% مُطلّقون و5% أرامل. لم تكن تلك النتائج مماثلة لما جاء في دراسات أخرى عن مجموعات مماثلة، إذ وجدت تلك الدراسات أن أغلب الأعضاء لم يتزوجوا أساسًا.[10]
- الدين: لم تشمل إحصائية بويدستون الانتماء الديني للأفراد فحسب، بل شملت أيضًا مقياسًا للتدين. إذ وجدت الدراسة أن 24% من الأعضاء أكدوا انتماءهم للمسيحية الكاثوليكية، بينما أكد 47% انتماءهم للمسيحية البروتستانتية، و9% ينتمون إلى اليهودية، و19% من الأفراد لا يعتبرون أنفسهم متدينين. بالإضافة لما سبق، أكد 19% من الأفراد أنهم «شديدو التدين»، واعتبر 42% من الأعضاء أنفسهم متدينين بشكل معتدل، بينما ادعى 39% من الأعضاء أنهم «ليسوا متدينين جدًا».